# Herbert Meier (Autor)
Herbert Meier (* 29. August 1928 in Solothurn; † 21. September 2018 in Zollikon) war ein Schweizer Schriftsteller und Übersetzer.

## Leben
Herbert Meier absolvierte ein Studium der Literaturwissenschaft, Kunstgeschichte und Philosophie an den Universitäten in Basel, Wien und Freiburg im Üechtland. An der Universität Freiburg promovierte er 1954 mit einer Arbeit über die Dramen Ernst Barlachs zum Doktor der Philosophie und arbeitete anschliessend als Lehrer und Lektor in Paris und Poitiers. Nach seiner Rückkehr in die Schweiz machte er eine Schauspielausbildung in Basel und wirkte als Dramaturg und Schauspieler am Theater in Biel. Ab 1955 war er als freier Schriftsteller in Zürich ansässig. Von 1977 bis 1982 war Meier Chefdramaturg des Zürcher Schauspielhauses; von 1994 bis 1998 moderierte er im Schweizer Fernsehen die Sendung Sternstunde Philosophie.
Herbert Meier war in erster Linie Theaterautor; allerdings verfasste er auch Romane, Gedichte und Essays. Einen wichtigen Bestandteil seines Werks bilden daneben zahlreiche Übersetzungen sowohl klassischer als auch moderner Stücke, vorwiegend aus dem Französischen.
Er war Mitglied des Deutschschweizer PEN-Zentrums und des Verbands Autorinnen und Autoren der Schweiz. Meier starb wenige Wochen nach seinem 90. Geburtstag in Zollikon ZH.
Sein Archiv befindet sich im Schweizerischen Literaturarchiv in Bern.

## Werke
- Ejiawanoko, H.R. Stauffacher Verlag, Zürich 1953 (zusammen mit Hermann Eggmann)
- Die Barke von Gawdos, H.R. Stauffacher Verlag, Zürich 1954
- Die Dramen Barlachs, Nürnberg 1954
- Gedichte und Märchen, Zürich 1954
- Herodias tanzt noch, Zürich 1956
- Siebengestirn, Arche Verlag, Zürich 1956
- Dem unbekannten Gott, Zürich 1956
- Jonas und der Nerz, Zürich 1958 und S. Fischer Verlag, Frankfurt 1962
- Ende September, Benziger Verlag, Einsiedeln 1959
- Der verborgene Gott, Nürnberg 1963
- Verwandtschaften, Benziger Verlag, Einsiedeln 1963
- Skorpione, Benziger Verlag, Einsiedeln 1964
- Mit der Sprache leben, Nürnberg 1965 (zusammen mit Heimito von Doderer und Josef Mühlberger)
- Kaiser Jovian, Kassel-Wilhelmshöhe 1966
- Der neue Mensch steht weder rechts noch links, er geht, Zürich 1969
- Sequenzen, Benziger Verlag, Zürich 1969
- Stiefelchen, Benziger Verlag, Zürich 1970
- Hirtengeschichte, Zürich 1971
- Wohin geht es denn jetzt?, Zürich 1971
- Anatomische Geschichten, Benziger Verlag, Zürich 1973
- Von der Kultur, Zürich 1973
- Stauffer-Bern, Frauenfeld 1975
- Bräker, Zürich 1978
- Ophelia, Kassel 1983
- Die fröhlichen Wissenschafter, Frankfurt am Main 1984
- Das Leben ist Traum, Frankfurt am Main 1987
- Mythenspiel, München 1991
- Theater I–III. Hrsg. von Peter Grotzer. Piper, München 1993:
  - 1. Schweizer Stücke, Piper Verlag, München 1993
  - 2. Die Barke von Gawdos. Jonas und der Nerz. Rabenspiele. Bei Manesse, Piper Verlag, München 1993
  - 3. Die Göttlichen. Schlagt die Laute. Die fröhlichen Wissenschafter. Leben ein Traum, Piper Verlag, München 1993
- Über Tugenden, Vaduz 1994
- Winterball, Verlag Volk und Welt, Berlin 1996
- Aufbrüche, Reisen von dorther, Berlin 1998
- Gesammelte Gedichte, Johannes Verlag, Einsiedeln/Freiburg im Breisgau 2003
- Denk an Siena, Xanthippe Verlag, Zürich 2004
- Elisabeth, der Freikauf, Freiburg im Breisgau 2007
- Das Erhoffte will seine Zeit, Freiburg im Breisgau 2010
- Spiegel des Göttlichen, Freiburg im Breisgau 2016
- Gedichte für Yvonne, Kranich-Verlag, Zollikon-Zürich 2018.

### Libretti
- Kaiser Jovian. Oper. Musik (1964/66): Rudolf Kelterborn. UA: 4. März 1967 Karlsruhe (Staatstheater)
- Ophelia. Oper. Musik (1982/83): Rudolf Kelterborn. UA: 1985 Berlin (Deutsche Oper)

### Herausgeberschaft
- Enrique Beck: Über Lorca, Basel 1981
- Federico García Lorca, Frankfurt am Main 1986 (zusammen mit Pedro Ramírez)

### Übersetzungen
- Francisco José Alcántara: Wenn alles schief geht, Einsiedeln 1957 (übersetzt zusammen mit Alfredo Bäschlin)
- Luigi Barzini: Peking – Paris in sechzig Tagen, Einsiedeln 1958
- Paul Claudel: Der seidene Schuh, Einsiedeln 2003
- Giuseppe Dessì: Das Lösegeld, Olten 1962
- Euripides: Medea, Zürich 1981
- Ben Jonson: Volpone, Basel 1985 (übersetzt zusammen mit Yvonne Meier)
- Guy de Larigaudie: Das Lied der Inseln und der Meere, Basel 1958 (übersetzt zusammen mit Yvonne Meier)
- Federico García Lorca: Tragikomödie des Don Cristóbal und der Doña Rosita, Frankfurt am Main 1992
- Andri Peer: Poesias, Disentis/Mustér 1988
- Luigi Pirandello: Sich selber finden, Berlin (Dahlem) 2000 (übersetzt zusammen mit Yvonne Meier)
- Charles Ferdinand Ramuz: Aline, Jean-Luc der Verfolgte, Samuel Belet, Frauenfeld 1972 (übersetzt zusammen mit Yvonne Meier)
- Georges Schehadé: Die Geschichte von Vasco, Frankfurt am Main 1958

## Auszeichnungen und Ehrungen
- 1955: Literaturpreis der Stadt Bremen
- 1957: Kunstpreis des Lions Club Basel
- 1964: Einzelwerkspreis der Schweizerischen Schillerstiftung
- 1964: Conrad-Ferdinand-Meyer-Preis
- 1964: Willibald-Pirckheimer-Medaille
- 1965: Förderungspreis des Kantons Solothurn
- 1969: Ehrengabe des Kantons Zürich
- 1970: Preis der Welti-Stiftung für das Drama
- 1970: Literaturpreis Zürich
- 1975: Kulturpreis des Kantons Solothurn
- 1976: Förderpreis des Gottfried-Keller-Preises
- 1986: Writer in residence an der University of Southern California in Los Angeles
- 1997: Schillerpreis der Zürcher Kantonalbank